# شعب البير (القطن)

'

تعديل مصدري - تعديل

شعب البير هي إحدى قرى عزلة وادي سر بمديرية القطن التابعة لمحافظة حضرموت، بلغ تعداد سكانها 314 نسمة حسب تعداد اليمن لعام 2004.